# Asaperdina brunnea
Asaperdina brunnea là một loài bọ cánh cứng trong họ Cerambycidae.